# فهرست شهرهای آفریقا
شهرهای کشورهای قاره آفریقا
| - فهرست شهرهای الجزایر - فهرست شهرهای آنگولا - فهرست شهرهای بنین - فهرست شهرهای بوتسوانا - فهرست شهرهای بورکینا فاسو - فهرست شهرهای بوروندی - فهرست شهرهای کامرون - فهرست شهرهای کیپ ورد - فهرست شهرهای جمهوری آفریقای مرکزی - فهرست شهرهای چاد - فهرست شهرهای کومور - فهرست شهرهای جمهوری دموکراتیک کنگو - فهرست شهرهای جمهوری کنگو - فهرست شهرهای ساحل عاج - فهرست شهرهای جیبوتی - فهرست شهرهای مصر - فهرست شهرهای گینه استوایی - فهرست شهرهای اریتره - فهرست شهرهای اتیوپی - فهرست شهرهای گابن - فهرست شهرهای گامبیا - فهرست شهرهای غنا - فهرست شهرهای گینه - فهرست شهرهای گینه بیسائو - فهرست شهرهای کنیا - فهرست شهرهای لسوتو - فهرست شهرهای لیبریا | - فهرست شهرهای لیبی - فهرست شهرهای ماداگاسکار - فهرست شهرهای مالاوی - فهرست شهرهای مالی - فهرست شهرهای موریتانی - فهرست شهرهای موریس - فهرست شهرهای مراکش - فهرست شهرهای موزامبیک - فهرست شهرهای نامیبیا - فهرست شهرهای نیجر - فهرست شهرهای نیجریه - فهرست شهرهای رواندا - فهرست شهرهای سائوتومه و پرینسیپ - فهرست شهرهای سنگال - فهرست شهرهای سیشل - فهرست شهرهای سیرالئون - فهرست شهرهای سومالی - فهرست شهرهای آفریقای جنوبی - فهرست شهرهای سودان - فهرست شهرهای سوازیلند - فهرست شهرهای تانزانیا - فهرست شهرهای توگو - فهرست شهرهای تونس - فهرست شهرهای اوگاندا - فهرست شهرهای زامبیا - فهرست شهرهای زیمبابوه |

## مستعمره‌ها
- فهرست دهستان‌های سانتا کروس
- پلاساس د سبرانیا
- فهرست شهرهای مدیرا
- فهرست شهرهای مایوت
- فهرست شهرهای ملینا
- فهرست شهرهای سومالی
- Communes of the ریونیون department
- فهرست شهرهای سنت هلینا
- فهرست شهرهای Socotra
- فهرست شهرهای سومالی
- فهرست شهرهای صحرای غربی